# Agnese di Mansfeld-Eisleben
Agnese di Mansfeld-Eisleben (Mansfeld, 1551 – Herren-Sulzbach, 1637) fu Contessa di Mansfeld e figlia di Giovanni Giorgio I di Mansfeld-Eisleben. Essa convertì Gebhard, siniscalco di Waldburg, principe elettore dell'Elettorato arcivescovile di Colonia alla fede protestante, portando così allo scoppio della guerra di Colonia (1583-1588).
Dopo un'odissea durata molti anni, durante la quale lei e il marito cercarono rifugio in svariate parti della Germania settentrionale, Gebhard rinunciò alle sue pretese sull'Elettorato di Colonia. Si stabilirono quindi a Strasburgo dove lui ottenne una posizione all'interno del capitolo della cattedrale. Dopo essere rimasta vedova nel 1601, Agnese ottenne la protezione del Duca di Wūrttemberg, anch'esso cacciato dal suo ducato.

## Relazione con l'Arcivesco di Colonia

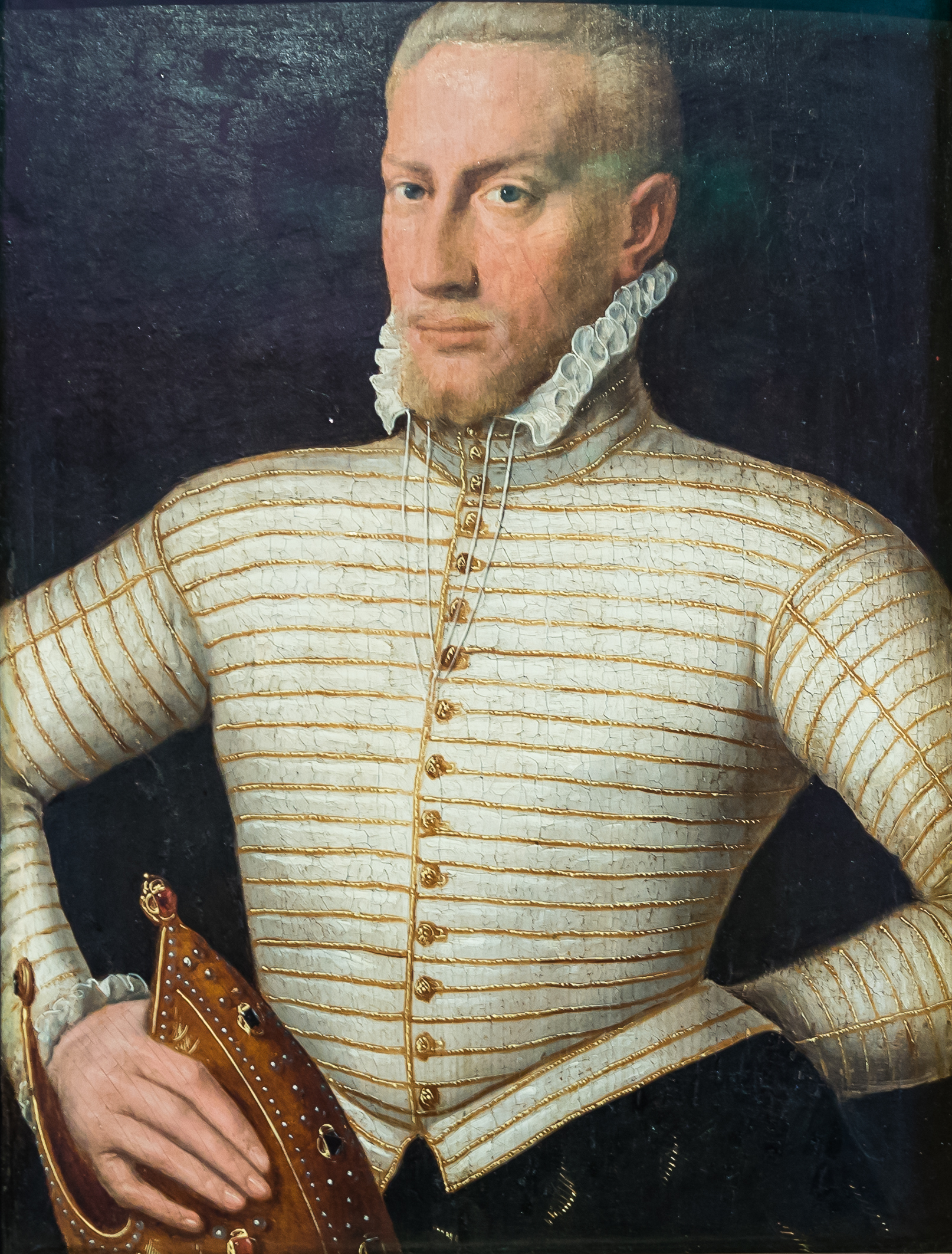
Gebhard Truchsess von Waldburg

Agnese era figlia di Giovanni Giorgio I di Mansfeld-Eisleben (1515 - 14 agosto 1579) e della moglie Caterina di Mansfeld-Hinterort (1521/1525 - 1580/1583). Nata e cresciuta nella città di Mansfeld, in Sassonia, da adulta Agnese divenne una canonica protestante in un convento a Gerresheim, attualmente un quartiere di Düsseldorf. La sorella di Agnese, Sibilla, viveva a Colonia, avendo sposato il freiherr Peter von Kriechingen; benché fosse un membro del convento, Agnese non era legata ad esso ed era libera di muoversi per la città. Durante una visita alla sorella incontrò l'Elettore di Colonia, Gebhard, Truchsess von Waldburg. Descritta come una bellissima donna (conosciuta con il soprannome de l'amabile ragazza di Mansfeld), lui iniziò a corteggiarla ed iniziarono una liaison. Due dei fratelli di Agnese, Hoyer ed Ernesto, fecero visita a Gebhard al palazzo arcivescovile presso il capoluogo dell'elettorato a Bonn, e lo convinsero a sposarla.
Ella insistette affinché Gebhard si convertisse prima al Calvinismo. Le difficoltà della conversione di un arcivescovo cattolico, nonché principe elettore del Sacro Romano Impero, erano già state affrontate in precedenza da altri: Ermanno di Wied si era anch'esso convertito al Protestantesimo ed aveva rinunciato alle proprie cariche. Similarmente, l'immediato predecessore di Gebhard, Salentino IX di Isenburg-Grenzau, aveva rinunciato all'incarico per sposarsi quando era diventato ormai chiaro che il proprio lignaggio familiare si sarebbe altrimenti estinto.
In un primo momento Gebhard aveva pensato anch'egli di rinunciare alla carica, ma molti dei suoi sostenitori all'interno del capitolo della cattedrale lo convinsero che avrebbe potuto mantenere sia Agnese che l'Elettorato. Poco prima del Natale del 1582, dal pulpito della cattedrale di Colonia egli proclamò la Riforma dell'arcivescovato, stabilendo che il Protestantesimo ed il Cattolicesimo sarebbero coesistiti in parità nell'arcidiocesi.
Questa dichiarazione di parità tra il Protestantesimo ed il Cattolicesimo nel territorio di un Elettorato contravveniva a quanto sancito con la Pace di Augusta del 1555. Questo trattato, a cui avevano aderito tutti gli stati del Sacro Romano Impero, confermava la coesistenza di Luteranesimo e Cattolicesimo in alcune specifiche entità governative dove entrambe le confessioni erano già presenti, ma in tutte le altre regioni vigeva il principio del cuius regio, eius religio, secondo il quale la religione del sovrano diveniva la religione dei suoi sudditi. Qualunque altra fede cristiana, compreso il Calvinismo, erano invece considerate eresie.

### Una coppia malassortita
La conversione di Gebhard sotto l'influenza di Agnese creò scompiglio nei circoli aristocratici del Sacro Romano Impero. Discendente dei siniscalchi ereditari di Waldburg, Gebhard proveniva da un lignaggio di convinti sostenitori del Cattolicesimo, difensori di quella che consideravano la fede universale: uno dei suoi zii era vescovo di Augusta, mentre il fratello del nonno era stato generale durante la guerra dei contadini tedeschi del 1525 e giocò un ruolo chiave nella distruzione dell'esercito dei popolani ribelli. La sua famiglia era da lungo sostenitrice delle politiche ed aspirazioni dinastiche degli Asburgo, nonché consiglieri chiave nella gestione delle difficili relazioni imperiali con il circolo imperiale di Svevia. Gebhard stesso era stato cresciuto nelle tradizioni cattoliche e la sua educazione era stata fortemente influenzata dai gesuiti. La sua carriera era stata unicamente improntata ad ottenere una posizione prominente nelle gerarchie ecclesiastiche e la sua elezione ad Arcivescovo di Colonia, in uno scontro serrato con il candidato del casato di Wittelsbach, non era sicuramente dovuta alla sua diligenza ed osservanza religiosa, bensì alla forte influenza della propria famiglia presso le istituzioni imperiali.
Al contrario, Agnese proveniva da una famiglia di luterani convinti: la città in cui era nata e dove era stata cresciuta, che portava anche nel cognome, Eisleben, era la città natale di Martin Lutero. Suo padre e i suoi zii erano stati tra i firmatari del Liber Concordiae, fissato nel 1580 come lo standard religioso per la fede luterana. Lutero stesso aveva aiutato nel sanare delle dispute successorie tra gli zii e i fratelli di Agnese. La sua affiliazione alla comunità religiosa di Gerresheim era dovuta alla sua nobiltà e alle sue relazioni familiari. Nonostante provenisse dal ramo ormai impoverito dell'antica Casata di Mansfeld, la sua famiglia continuava ad esercitare una certa influenza nei circoli imperiali, in Sassonia e in ambito religioso, benché è poco chiaro il motivo per cui venne posta in un convento calvinista.
Il loro matrimonio provocò uno scandalo all'interno dell'Impero. All'età di ventisette anni, Gebhard sembrava aver apparentemente rinunciato all'idea di sposarsi avendo accettato di intraprendere la carriera ecclesiastica solitamente riservata ai figli cadetti delle famiglie nobili. Se si fosse convertito al Luteranesimo e avesse rinunciato alle responsabilità di vescovo ed elettore, il matrimonio avrebbe sicuramente portato a delle difficoltà nei circoli sociali in cui gravita, ma la sua volontà di mantenere il vescovato e l'elettorato e la sua dichiarazione che da quel momento in poi l'elettorato sarebbe divenuto una sua proprietà dinastica, rese lo sposalizio di importanza politica cruciale. Ulteriore elemento rilevante fu il fatto che si fosse convertito al Calvinismo, ritenuto un'eresia, in quanto non era una delle due professioni di fede accettate dalla Pace di Augusta.

## Guerra di Colonia

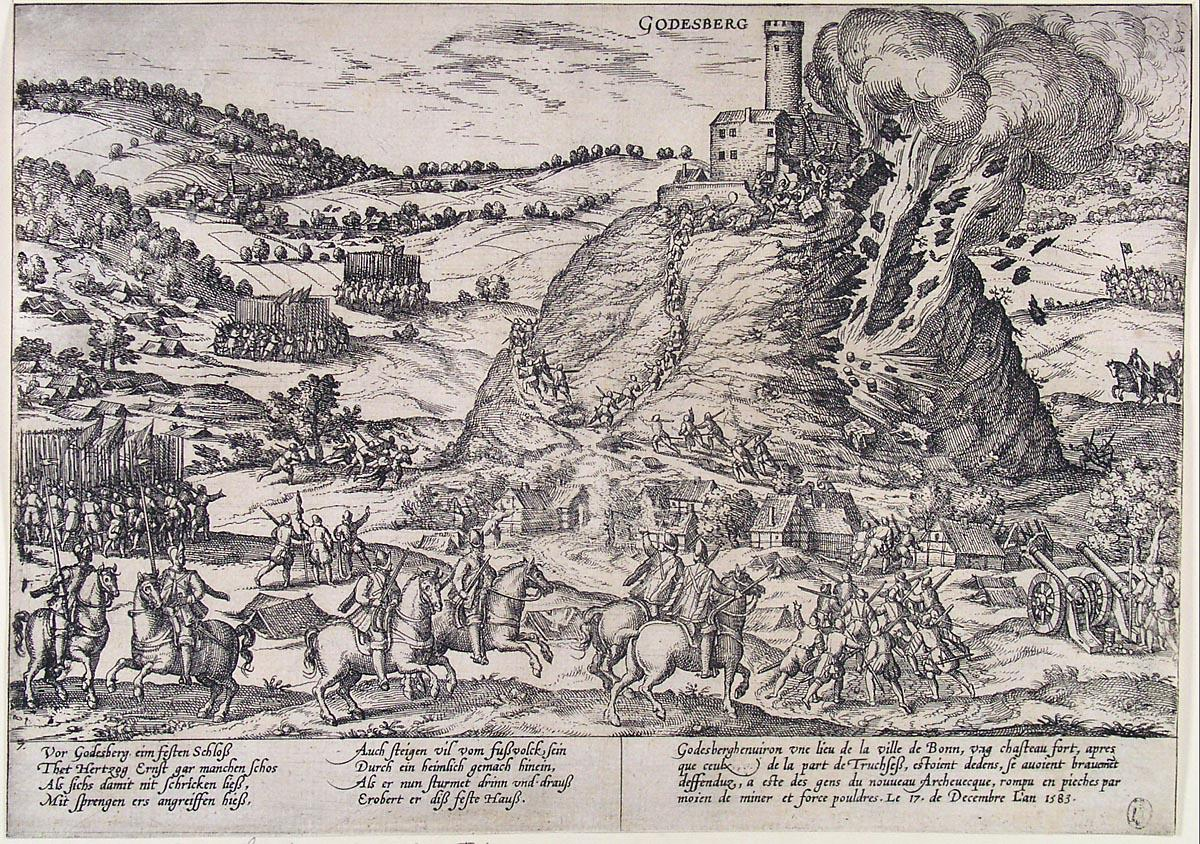
Distruzione della fortezza sopra il villaggio di Godesberg durante la guerra di Colonia nel 1583; le mura vennero distrutte con delle mine e molti dei difensori vennero uccisi. Incisione di Franss Hogenberg, incisore e artista olandese attivo nel XVI secolo

Notizie su un possibile matrimonio divennero di pubblico dominio nel 1582, ma ancora non era chiaro quali fossero le intenzioni di Gebhard. I precedenti storici lasciavano supporre che egli avrebbe rinunciato alle cariche prima del matrimonio, ma abbondavano le voci che egli avrebbe convertito l'Elettorato al Protestantesimo, finanche in maniera forzosa. All'intero e ai confini dell'Elettorato di Colonia, i suoi sostenitori e i suoi oppositori radunarono le loro truppe, armarono le guarnigioni, ammassarono riserve di cibo e si prepararono alla guerra. Il 19 dicembre 1582 Gebhard annunciò la sua conversione - nelle sue parole - dal «buio del Papato alla Luce» della Parola di Dio. La sua proclamazione della Riforma dal pulpito della cattedrale nella città imperiale di Colonia stabilì il Calvinismo come opzione religiosa all'interno dell'Elettorato. Egli intendeva inoltre tramutare l'Elettorato in una proprietà dinastica, generando così una rivolta tra gli altri principi elettori: la trasformazione di un importante principato ecclesiastico in un ducato dinastico e secolare avrebbe introdotto anche nell'Elettorato il principio del cuius regio, eius religio. Secondo questo principio infatti tutti i sudditi di Gebhard avrebbero dovuto convertirsi alla sua fede.
La conversione dell'Arcivescovo di Colonia al Protestantesimo innescò delle ripercussioni religiose e politiche in tutto il Sacro Romano Impero. La conversione di Gebhard aveva delle implicazioni importanti per il funzionamento futuro del processo elettorale dell'Impero, che era stato stabilito con la Bolla d'Oro del 1356. Il concilio che era stato convocato per decidere sulla situazione continuò per più anni e si trasferì anche in altre città; benché in più occasioni sembrò che si stesse per arrivare ad una conclusione diplomatica della crisi, un accordo in realtà non arrivò mai. Venne anche offerta una somma di denaro a Gebhard affinché rinunciasse alle sue pretese, ma egli rifiutò adducendo i suoi alti principi religiosi e morali.
Agnese e Gebhard si sposarono il 2 febbraio 1583 a Bonn e si rifugiarono nella residenza di campagna dell'Elettorato, a Poppelsdorf, per celebrare le nozze. Nel giro di poche settimane il capitolo della cattedrale depose Gebhard, eleggendo al suo posto l'antico rivale, Ernesto di Baviera, che immediatamente iniziò a radunare un esercito, supportato dai fratelli, il duca Guglielmo V di Baviera e Ferdinado. Durante la primavera e l'estate anche Agnese e Gebhard si comportarono alla stessa stregua, viaggiando in diverse parti dell'Elettorato per cercare di formare una propria armata e diffondendo la causa protestante. In ottobre i fratelli di Ernesto penetrarono nell'Elettorato da Sud, vicino a Coblenza, lasciando, nella loro avanzata verso Settentrione, una scia di distruzione. Agnese e Gebhard si diedero alla fuga, dal momento che Poppelsdorf, successivamente Godesberg ed infine anche il capoluogo Bonn vennero sconfitti e distrutti.

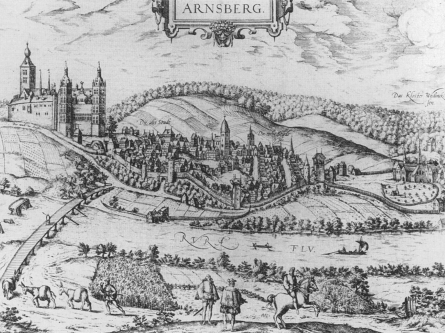
Castello di Arnsberg nel 1588. Agnese e Gebhard vi si rifugiarono all'inizio della guerra di Colonia

Inizialmente a coppia fuggì a Vest Recklinghausen, un feudo dell'Elettorato, dove Agnese e Gebhard incoraggiarono il movimento iconoclastico che aveva portato alla distruzione di molti siti religiosi amati e conosciuti; la Riforma era già arrivata a Vest e Recklinghausen e molti degli abitanti si erano già convertiti alla nuova fede. La lotta iconoclastica, portata avanti principalmente dalle truppe di Gebhard e non dagli abitanti stessi, alienò il popolo da Gebhard, dalla moglie e dalla loro causa. Con il supporto della popolazione locale, l'esercito cattolico cacciò la coppia da Recklinghausen. Gebhard riuscirono a fuggire con circa 1.000 cavalieri e dei fanti.
Seguì un'odissea durata molti anni, con Agnese ed il marito che cercarono rifugio nei territori settentrionali dell'Elettorato, presso il castello di Arensberg e successivamente nella città di Delft, presso Guglielmo I d'Orange. Vivendo nei Paesi Bassi, divennero intimi con l'inviato della regina Elisabetta I d'Inghilterra, Robert Dudley, I conte di Leicester, con il quale iniziarono delle lunghe negoziazioni per perorare la causa di Gebhard presso la corte elisabettiana. Questi sforzi però fallirono nel loro tentativo di ottenere aiuti per proseguire la guerra, sia da parte dell'Inghilterra che da parte di chiunque altro. Secondo alcune fonti, nel 1585 Agnese si recò in Inghilterra in un disperato tentativo di ottenere la protezione di Elisabetta I, ma gli storici moderni tendono a ritenerle prive di fondamento.
Dopo che l'Elettorato, una volta ricco e prosperoso, venne rovinato dalla guerra, Gebhard, nel 1588, rinunciò alle proprie pretese a favore di Ernesto di Baviera, che nel frattempo era riuscito ad ottenere l'aiuto del potente Alessandro Farnese, duca di Parma. Per uno scherzo della sorte il cugino di Agnese, Karl von Mansfeld, era al servizio del Duca di Parma durante la razzia di Neuss, una battaglia d'importanza strategica che cambiò il corso della guerra, a sfavore di Gebhard.

## Pace a Strasburgo
Nel 1589 la coppia si trovò nella condizione che non poteva far ritorno nei territori dell'Elettorato, dal momento che Gebhard aveva rinunciato alle sue pretese sugli stessi, né lei, donna ormai sposata, poteva rientrare nel convento a Gerresheim. Cercarono rifugio a Strasburgo, una roccaforte della Riforma. Gebhard era membro del capitolo della cattedrale sin dal 1576. Altri tre canonici di Colonia avevano trovato riparo a Strasburgo dopo il 1583. Poco dopo il matrimonio, Gebhard aveva redatto il proprio testamento, con il quale lasciava le proprie tenute al fratello Karl ed un vitalizio ad Agnese, incaricando Karl della sua protezione ed incolumità. Karl però morì il 18 giugno 1593, quindi prima di Agnese e Gebhard, e venne seppellito nella cattedrale di Strasburgo. Gebhard aggiunse una postilla al testamento lasciando Agnese sotto la protezione dei Duchi di Württemberg.
Gebhard morì il 21 maggio 1601. Fino alla propria morte avvenuta nel 1637, Agnese visse quindi sotto la protezione del Württemberg, nelle persone dei duchi Federico I, successivamente Giovanni Federico ed infine Eberardo III. Venne seppellita a Sulzbach.

## Riferimenti culturali
La vita di Agnese e la sua storia d'amore con Gebhard divennero ben presto il tema di molti racconti di narratori dell'epoca ed ancora oggi è fonte di ispirazione per scrittori di romanzi storici.

### Letteratura
- Rafaela Matzigkeit, "Schön, fromm, sittsam, tugendhaft... Agnes von Mansfeld im Spiegel der Geschichte und Literatur", in Rund um den Quadenhof, Düsseldorf-Gerresheim, 47, 1996, pp. 9–17 e 17–23
- Johann Baptist Durach, Gebhard der Zweite, Kurfürst von Köln, und Agnes von Mannsfeld, Kanonissinn von Girrisheim. Eine Bischofslegende aus dem sechszehnten Jahrhundert, Geb. Hochleiter und Komp., Vienna e Lispia, 1791
- Christoph Sigismund Grüner, Gebhard, Churfürst von Cöln, und seine schöne Agnes. Ursache und Veranlassung des gestörten Religionsfriedens, der Union und des dreißigjährigen Krieges. Eine historisch-romantische Ausstellung, frei, nach geschichtlichen Quellen, Goebbels und Unzer, Königsberg, 1806
- Carl August Gottlieb Seidel, Die unglückliche Constellation oder Gräfin Agnes von Mannsfeld. Eine Sage aus der zweiten Hälfte des sechzehnten Jahrhunderts, Supprian, Lipsia, 1796.
- Eugenie Tafel, Gräfin Agnes aus dem Hause Mansfeld. Erzählung aus dem 16. Jahrhundert, Schloeßmann, Gotha, 1897

## Ascendenza
|                                         |                     |                              | Genitori                    |  |  | Nonni                            |  |  | Bisnonni                         |  |
|                                         |                     |                              |                             |  |  | Ernesto II di Mansfeld-Vorderort |  |  | Albrecht V di Mansfeld-Vorderort |  |
|                                         |                     |                              |                             |  |  | Ernesto II di Mansfeld-Vorderort |  |  | Albrecht V di Mansfeld-Vorderort |  |
|                                         |                     | Susanna di Bickenbach        |                             |  |  | Ernesto II di Mansfeld-Vorderort |  |  |                                  |  |
| Giovanni Giorgio I di Mansfeld-Eisleben |                     |                              |                             |  |  | Ernesto II di Mansfeld-Vorderort |  |  |                                  |  |
|                                         |                     | Dorotea di Solms-Lich        | Filippo di Solms-Lich       |  |  |                                  |  |  |                                  |  |
|                                         |                     | Dorotea di Solms-Lich        | Filippo di Solms-Lich       |  |  |                                  |  |  |                                  |  |
|                                         |                     | Dorotea di Solms-Lich        | Adriana di Hanau-Münzenberg |  |  |                                  |  |  |                                  |  |
| Agnese di Mansfeld-Eisleben             |                     | Dorotea di Solms-Lich        |                             |  |  |                                  |  |  |                                  |  |
|                                         | Alberto di Mansfeld | Ernesto di Mansfeld          |                             |  |  |                                  |  |  |                                  |  |
|                                         | Alberto di Mansfeld | Ernesto di Mansfeld          |                             |  |  |                                  |  |  |                                  |  |
|                                         | Alberto di Mansfeld | Margherita di Mansfeld       |                             |  |  |                                  |  |  |                                  |  |
| Caterina di Mansfeld-Hinterort          | Alberto di Mansfeld |                              |                             |  |  |                                  |  |  |                                  |  |
|                                         |                     | Anna di Honstein-Klettenberg | Ernesto IV di Honstein      |  |  |                                  |  |  |                                  |  |
|                                         |                     | Anna di Honstein-Klettenberg | Ernesto IV di Honstein      |  |  |                                  |  |  |                                  |  |
|                                         |                     | Anna di Honstein-Klettenberg | Felicita di Beichlingen     |  |  |                                  |  |  |                                  |  |
|                                         |                     | Anna di Honstein-Klettenberg |                             |  |  |                                  |  |  |                                  |  |